# Seythenex
Seythenex ist eine Commune déléguée in der französischen Gemeinde Faverges-Seythenex mit 665 Einwohnern (Stand: 1. Januar 2018) im Département Haute-Savoie in der Region Auvergne-Rhône-Alpes.

## Geographie
Seythenex liegt auf 730 m, südlich von Faverges, etwa zehn Kilometer nordwestlich der Stadt Albertville (Luftlinie). Das Bauerndorf erstreckt sich im äußersten Nordosten des Bauges-Massivs am Fuß der Pointe de la Sambuy, auf einem kleinen Plateau über dem Zusammenfluss der Bäche Saint-Ruph und Ruisseau de Tamié.
Zu Seythenex gehörten neben dem eigentlichen Ortskern auch zahlreiche Weilersiedlungen und Gehöfte, darunter:
- Le Tertenoz (675 m) auf einer Geländeterrasse östlich des Tamié
- Les Combes (877 m) auf einem Schuttkegel am Westfuß der Dent de Cons
- Les Prières (800 m) im Tal des Tamié
- Les Losserands (780 m) im Tal des Tamié am Fuß der Montagne de Seythenex
- Neuvillard (750 m) im Tal des Tamié am Fuß der Montagne de Seythenex

Nachbarorte von Seythenex sind Faverges im Norden, Mercury im Osten, Plancherine und Tournon im Süden sowie Jarsy und Giez im Westen.

## Geschichte
Das Gebiet von Seythenex war bereits während der Römerzeit besiedelt. Seythenex steht an der Stelle der römischen Villa Sextinacus. Der Ortsname geht auf den gallorömischen Personennamen Sextinus zurück und bedeutet so viel wie Landgut des Sextinus. Die Schreibweise hat sich mit der Zeit von Seteney zum heutigen Seythenex gewandelt. Im 12. Jahrhundert erlangte der Ort eine gewisse Bedeutung als die Abbaye de Tamié gegründet und der Weg über den Col de Tamié passierbar gemacht wurden. Bis Mitte des 19. Jahrhunderts wurden an der Sambuy Erzminen ausgebeutet.
Die Gemeinde Seythenex wurde mit Wirkung vom 1. Januar 2016 mit der früheren Gemeinde Faverges fusioniert und zur Commune nouvelle Faverges-Seythenex zusammengelegt. Sie gehörte zum Arrondissement Annecy und zum Kanton Faverges-Seythenex.

## Bevölkerung
| Bevölkerungsentwicklung | Bevölkerungsentwicklung |
| Jahr                    | Einwohner               |
| ----------------------- | ----------------------- |
| 1962                    | 337                     |
| 1968                    | 335                     |
| 1975                    | 387                     |
| 1982                    | 392                     |
| 1990                    | 440                     |
| 1999                    | 478                     |
| 2006                    | 567                     |
| 2012                    | 616                     |
| 2018                    | 665                     |

Im Verlauf des 19. und 20. Jahrhunderts nahm die Einwohnerzahl aufgrund starker Abwanderung kontinuierlich ab (1861 wurden in Seythenex noch 878 Einwohner gezählt). Seit Beginn der 1980er Jahre wurde jedoch wieder eine deutliche Bevölkerungszunahme verzeichnet.

## Sehenswürdigkeiten
Die Pfarrkirche Saint-Sigismond wurde 1851 im Stil des Neoklassizismus neu erbaut. Sie besitzt einen bemerkenswerten spätbarocken Altar. In Les Combes steht eine Kapelle aus dem 16. Jahrhundert. Zu den Natursehenswürdigkeiten gehören der Wasserfall des Baches Saint-Ruph und eine daneben liegende, begehbare Höhle im Tal unterhalb von Seythenex.

## Wirtschaft und Infrastruktur
Seythenex war bis weit ins 20. Jahrhundert hinein ein vorwiegend durch die Landwirtschaft geprägtes Dorf. Heute gibt es verschiedene Betriebe des lokalen Kleingewerbes. Viele Erwerbstätige sind Wegpendler, die in den größeren Ortschaften der Umgebung ihrer Arbeit nachgehen. Seit Mitte der 1960er-Jahre wurde das Skigebiet La Sambuy mit einer Bergbahn und mehreren Skiliften eingerichtet. Im Jahre 2023 wurde aufgrund des Klimawandels der Rückbau der Anlagen beschlossen und das Skigebiet permanent geschlossen. Auch im Sommer bietet sich von der Höhe La Sambuy eine schöne Aussicht, und die Bergstation des Sesselliftes ist Ausgangspunkt mehrerer Wanderwege.
Die Ortschaft liegt abseits der größeren Durchgangsstraßen an einer Départementsstraße, die von Faverges über den Col de Tamié nach Frontenex führt. Der nächste Anschluss an die Autobahn A430 befindet sich in einer Entfernung von rund 18 Kilometern.